# Synema opulentum
Synema opulentum là một loài nhện trong họ Thomisidae.
Loài này thuộc chi Synema. Synema opulentum được Eugène Simon miêu tả năm 1886.